# Luis de Onís
Luis de Onís González Vara (Cantalapiedra, 1762 - Madrid, 1827), político e diplomata espanhol, ministro plenipotenciário da Espanha em Washington, DC de 1809 a 1819, negociou a cessão da Flórida aos Estados Unidos da América.
Depois de estudar na Universidade de Salamanca, passou à legação espanhola em Dresden, ao lado de seu tio José. Chegou a ser secretário e encarregado de negócios da mesma, visitando toda a Europa Central. Em 1809 foi designado ministro plenipotenciário nos Estados Unidos da América, e em 1812 Onís advertiu o então vice-rei da Nova Espanha, Francisco Javier Venegas de Saavedra, das intenções expansionistas do seu vizinho do norte. Durante a Guerra de Independência do México manteve uma rede de espionagem no norte para prevenir o contacto dos rebeldes com potenciais aliados nos Estados Unidos.
Em 1819, Luis de Onís foi o negociador, em conjunto com John Quincy Adams, então Secretário de Estado dos Estados Unidos da América, do Tratado de Adams-Onís por meio do qual a Espanha cedeu a Flórida aos Estados Unidos da América. Nesse mesmo ano foi designado embaixador em Nápoles.
Em 1821 foi nomeado embaixador em Londres e em 1822 foi-lhe concedido o retiro.
Escreveu a Memória das negociações entre Espanha e os Estados Unidos que deram motivo ao tratado de 1819 (Madrid, 1820).